# مالكولم وإيدي
مالكولم وإيدي (بالإنجليزية: Malcolm & Eddie)‏ مسلسل تلفزيوني أمريكي يعتمد على كوميديا الموقف عرض على شبكة باراماونت المتحدة من 26 أغسطس 1996 إلى 22 مايو 2000 حيث تم تصوير 4 أجزاء بواقع 88 حلقة .

## القصة
تدور أحداث المسلسل حول الصديقان مالكولم مكغي الذي يتمتع بالمسئولية وإيدي شيرمان المستهتر الذي يمتلك محلا لتصليح السيارات حيث يتشاركان السكن في أحد الشقق في مدينة كانساس سيتي بولاية ميسوري .

## الشخصيات
| الممثل(ة)             | الشخصية                    | عدد الحلقات |
| إيدي غريفين           | إدوارد أوتيس (إيدي) شيرمان | 88          |
| مالكولم-جمال وارنر    | مالكولم مكغي               | 88          |
| رون بيرسون            | دوغ ريكيتس                 | 27          |
| كريستوفر دانييل بارنز | ليونارد ريكيتس             | 26          |
| فريز لوف              | هكتور                      | 17          |
| أنجيلي بروكس          | هولي                       | 7           |
| إنيا فلاك             | بريجيت غودوين              | 7           |
| ميشيل هورد            | سيمون لويس                 | 7           |
| تاكر سمولوود          | هوكينز                     | 7           |
| أليكسيا روبينسون      | أشلي                       | 5           |
| --------------------- | -------------------------- | ----------- |

## روابط خارجية
- مالكولم وإيدي على موقع IMDb (الإنجليزية)
- مالكولم وإيدي على موقع ميتاكريتيك (الإنجليزية)
- مالكولم وإيدي على موقع روتن توميتوز (الإنجليزية)
- مالكولم وإيدي على موقع كينوبويسك (الروسية)
- مالكولم وإيدي على موقع قاعدة بيانات الفيلم (الإنجليزية)